# آیدا (لوئیزیانا)
آیدا (به انگلیسی: Ida) شهری در ایالت لوئیزیانا کشور ایالات متحده آمریکا است که جمعیت آن در سرشماری سال ۲۰۱۰ میلادی، ۲۲۱ نفر بوده‌است.